# Aeroportul Khatgal
Aeroportul Khatgal (IATA: HTM, ICAO: ZMHG) este un aeroport din Chöwsgöl-Aimag, Mongolia ce deservește zona Khatgal⁠(d). A fost numit după zona deservită.
Situat la o altitudine de 1.678 m, aeroportul dispune de o singură pistă.